# T.J. Warren
Anthony „T.J.” Warren Jr. (ur. 5 września 1993 w Durham) – amerykański koszykarz, występujący na pozycji skrzydłowego.
W 2012 wystąpił w meczu gwiazd amerykańskich szkół średnich - McDonald’s All-American.
6 lipca 2019 trafił w wyniku wymiany do Indiany Pacers. 7 lipca 2022 został zawodnikiem Brooklyn Nets. 9 lutego 2023 dołączył do Phoenix Suns w wyniku transferu.

## Osiągnięcia
Stan na 25 października 2023, na podstawie, o ile nie zaznaczono inaczej.
NCAA
- Uczestnik turnieju NCAA (2013, 2014)
- Zawodnik roku konferencji ACC (2014)[7]
- Zaliczony do:
  - I składu:
    - ACC (2014)
    - pierwszoroczniaków ACC (2013)
    - turnieju:
      - ACC (2014)
      - Puerto Rico Tip-Off Classic (2013)

  - II składu All-American (2014)
  - All-ACC Honorable Mention (2013)
- Drużyna NC State Wolfpack zastrzegła należący do niego numer 24

NBA
- Zaliczony do:
  - I składu letniej ligi NBA – Samsung All-NBA Summer League First Team (2015)[8]
  - II składu letniej ligi NBA (2014)